# أحمد عبود الزمر
اللواء أحمد عبود الزمر أحد أبطال معركة رأس العش، كان قائد الفرقة 23 مشاة ميكانيكي في حرب أكتوبر، أسندت إليه القيادة العامة صباح يوم 17 أكتوبر مهمة تصفية ثغرة الدفرسوار وظل صامدا في مركز قيادة الفرقة المتقدم ولم ينسحب حتى قُتل يوم 19 أكتوبر.

## نشأته
ولد في شهر أكتوبر 1928 بقرية ناهيا التابعة لمحافظه الجيزة.والتحق بالكلية الحربية عام 1947م. شارك في حرب العدوان الثلاثي عام 1956م.

## معركة رأس العش 1967
في الأول من يوليو 1967، في منطقة رأس العش حيث موقع الشهيد وفرقته المكونة من ثلاثين مقاتلا، بدأت معركة شرسة في محاولة من إحدى قوات العدو الإسرائيلي المدرعة إحكاماً للسيطرة على الضفة الشرقية للقناة من خلال القضاء على فرقة الشهيد. على الفور أصدر أحمد عبود الزمر أوامره للرجال بالتصدي للمدرعات الإسرائيلية ومنعها مهما كان الثمن، وبعد ساعات ارتدت القوات الإسرائيلية بعد أن تكبدت خسائر هائلة من القتال مع رجال الصاعقة المصرية.
لكن الإسرائيليون لم يستسلموا وقرروا تدميره ليكون بمثابة إنذار أخير للقوات المصرية التي تحاول التصدي لقواته المدرعة، ومع النسمات الأولى لفجر الثاني من يوليو 1967 تقدمت المدرعات الإسرائيلية مدعمة بنيران المدفعية والطيران. إلا أن رجال الفرقة المصرية بقيادة أحمد عبود الزمر تواثبوا في خفة بين قذائف المدفعية وهدير الدبابات ليحولوا المنطقة إلى كتلة مشتعلة من الحديدالملتهب، وتتعاظم خسائر العدو وتبوء كل محاولاته للسيطرة على الموقع بالفشل، فينسحب شرقاً بعد فشل مهمته في السيطرة علي النقطة.

## حرب أكتوبر
كانت مهمة فرقته (الفرقة 23 مشاة ميكانيكي) بمنطقة ثغرة الاختراق بالدفرسوار، هي العمل كاحتياطي تعبوي للجيش الثاني الميداني. وفي النصف الثاني من شهر أكتوبر، دارت معارك رهيبة قاسية لم تشهد سيناء مثيلاً لها، حيث هاجم اللواء 14 مدرع الإسرائيلي في الساعة الثانية بعد منتصف الليل قواتنا غرب القناة، فصدرت الأوامر لأحمد الزمر بتنفيذ مجموعة من الضربات والهجمات المضادة ضد قوات العدو في ثغرة الاختراق بالدفرسوار.
مع أول ضوء لفجر اليوم التالي، يتسابق الجميع قادة وضباط وجنود لتدمير الدبابات الإسرائيلية، ومع تطورالقتال واشتعاله تدفع القوات الإسرائيلية بالمزيد من قواتها داخل الثغرة، فيصبح إجمالي قواته: ثلاثة ألوية مدرعة، لواء مشاة ميكانيكي، بالإضافة إلى لواء مظلات، وعلى الرغم من التفوق الصارخ لقوات العدو مقارنة بالقوات المصرية، إلا أن رجال مصر الأبطال نجحوا في إيقاف تقدم العدو ومحاصرته تماما.
ولمدة تزيد على 36 ساعة متصلة، استمر الموقع والقوة المصرية الحامية له بقيادة أحمد عبود الزمر صامدة، رغم الحصار ونيران الطيران والمدفعية والهجمات المستمرة من دبابات العدو. لكن هذا الصمود لم يخدع قائد محنك مثل أحمد عبود الزمر، فالفرقة التي يقودها لن تتحمل أكثر، ولأن مصلحة الوطن أغلى من أي أعتبار فقد أراد البطل المناورة بقواته لوضعها في موقف أفضل، فأمر بتكوين مجموعات سيطرة تنسحب لموقع خلفي وتركز الدفاعات عليه بدلاً مما ستتعرض له تلك القوات مع الهجوم الكبير المتوقع من قوات العدو الإسرائيلي. وهكذا أشرف العميد حرب أحمد عبود الزمر بنفسه على خروج مجموعات الجنود أثناء الليل شارحا لقادتها أسلوب السير وكيفية تركيز الدفاعات في الموقع الجديد.
وظل أحمد عبود الزمر مع من تبقى من قواته للعمل كموقع تعطيلي لإيقاف العدو حتى تُستكمل الدفاعات في الموقع الخلفي الجديد، ضاربا أروع الأمثلة في المساواة بين القائد ورجاله، رابطا مصيره بمصير جنوده، موجها كل جهده لإنجاح المعركة، رافضا أن يعيش هو ويموت أحد رجاله الذين أبقاهم في الموقع التعطيلي. لقد فضل الموت على الارتداد، ظل يقاتل بسلاحه الشخصي ويواجه نيران العدو مع رجاله الشجعان أكثر من أربع ساعات في معركة غير متكافئة، حتى نجحت سرية دبابات معادية في الوصول إلى مركز القيادة، وتنطلق القذائف ليصاب أحمد الزمر وبعض من رجاله فيلقى مصرعه يوم 19 أكتوبر 1973.
بعد وقف إطلاق النار وفض الاشتباك بين القوات عُثر على جثمان في خندق وقد ماتت يداه على السلاح فاستحق أن تصفه الصحافة بأنه بطل الاستبسال حتى آخر طلقة وتم دفن الجثمان بمدفن العائلة بشارع الطحاوية وسط جنازة عسكرية.

## الأوسمة العسكرية
- حصل بعد استشهاده وسام نجمة الشرف عام 1974م.
- تم ترقيته الي رتبة اللواء.
- في احتفالية الدولة بمرور 25 عاما على نصر أكتوبر كرم الرئيس محمد حسني مبارك نخبة من القادة والضباط والجنود وأسماء الشهداء الذين أدوا دورا بارزا في تحقيق نصر أكتوبر ومنهم اسم الشهيد أحمد الزمر، وقام رئيس الجمهورية بتسليم ميدالية مقاتلي أكتوبر للسيدة حرم الشهيد.

## تكريمه
- إطلاق اسمه على دفعة تخرج من الكلية الحربية.
- إطلاق اسمه على قاعة الاجتماعات بالمنطقة العسكرية المركزية.
- إطلاق اسمه على أحد أكبر الشوارع بمدينة نصر بالقاهرة وهو شارع (أحمد الزمر) أو ما يعرف بـ«محور الشهيد».

## اقرأ أيضًا
- قائمة قادة حرب أكتوبر المصريين